# Karin Hertz

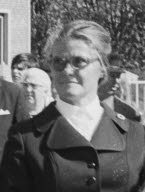
Karin Hertz (1971)

Karin Elisabeth Hertz (* 26. Juli 1921 in Hamburg; † 10. August 2017 ebenda) war eine deutsche Bildhauerin.

## Leben

### Familie
Karin Hertz war die Tochter des Kaufmanns Dr. Oskar H. Hertz. Zu ihren Verwandten gehörten unter anderem der Physiker Heinrich Hertz und der Planer des Nord-Ostsee-Kanals, Hermann Dahlström. Sie war verheiratet.

### Werdegang
Karin Hertz zog, zusammen mit ihrer Mutter und der älteren Schwester, 1929 zu Verwandten nach Kitzeberg an der Kieler Förde und verlebte dort ihre Kindheit. Sie studierte von 1940 bis 1945 Bildhauerei in München bei Maria Weber und an der Akademie der Bildenden Künste bei Richard Knecht. Durch ihre Heirat ging sie noch im gleichen Jahr nach Schlesien, von wo Karin Hertz ein Jahr später wieder floh. Über Dresden und Hahnenklee im Harz kam sie nach Witzhave bei Trittau. 1951 kaufte sie in Hamburg ein Wohnhaus und hatte ihr Atelier in Hamburg-Volksdorf.  Von 1976 bis 1977 verbrachte sie einen mehrmonatigen Studien- und Lehraufenthalt in Japan. Ab 1978 unterhielt sie ein Atelier in Kiel-Möltenort.

### Künstlerisches Wirken
Die gegenständlichen, stark vereinfachten Plastiken, darunter Kinder- und Frauenporträts, Freiplastiken, Reliefs und Tierkompositionen von Karin Hertz sind Themen des Alltags entnommen; insbesondere sucht sie Bewegungsabläufe verstärkt über die Gestaltung der Oberfläche und die Elemente Licht und Schatten festzuhalten; Harmonie und Spannung sollen eine Synthese ergeben.

## Ausstellungen
Neben Einzelausstellungen im norddeutschen Raum sowie 1987 in Münster und Koblenz beteiligte sich Karin Hertz ab 1954 an zahlreichen Gruppenausstellungen:
- 1954: Kunsthalle Hamburg
- 1958/1959 Kunsthaus Hamburg
- 1963: Haus der Kunst, München
- 1964: Kunstverein Hannover
- 1966: Kunsthalle zu Kiel
- 1968: Landesschau Schleswig-Holsteinischer Künstler
- 1972: Landesschau Schleswig-Holsteinischer Künstler
- 1974/1975: Landesschau Schleswig-Holsteinischer Künstler
- 1975: Städtisches Museum, Flensburg
- 1978: Landesschau Schleswig-Holsteinischer Künstler
- 1986: Landesschau Schleswig-Holsteinischer Künstler
- 1987: Landesschau Schleswig-Holsteinischer Künstler

## Werke (Auswahl)
- Der Mönch von Heisterbach (10 Reliefs) in Oberdollendorf/Königswinter.
- Ricarda Huch, Ricarda-Huch-Schule, Kiel.
- 8 Altarreliefs, Bethlehemkirche, Witzhave[3].
- Hockender Knabe (1959), Lilli-Martius-Schule, Allgäuer Straße 30, Kiel.
- Wächter (1964), Ellerbeker Schule, Klausdorfer Weg 62, Kiel.
- Freundschaft (1967), Strehlowweg 12, Hamburg-Othmarschen.
- Der kleine Häwelmann (1967), Rektor Siemonsen Schule (Volkshochschule), Schobüller Straße 38, Husum.
- Vor dem Start (1970), Schulzentrum Barmstedt, Heederbrook 10a/b, Barmstedt.
- Bockspringen (1970), Liebermannstraße 12, Hamburg-Othmarschen.
- Angler (1971), Hafenstraße, Heikendorf.
- Der erste Schritt (1975), Universitäts-Kinderklinik, Eingang Schwanenweg, Kiel.
- Junge mit Hund (1979), Landskroner Weg, Kiel.
- Lesende (1982), Troppauer Straße, Kiel und in Alte Landstraße/Hinsbleek in Hamburg-Poppenbüttel.
- Drei Sportler (1984), Sporthalle Uttoxeterhalle Raisdorf, Zum See, Schwentinental.
- Familienbild mit Fotograf (1987), Bürgerhaus Kronshagen, Kopperpahler Allee 69, Kronshagen.
- Nu vertell mi dat doch (1992/1994), Hamburger Sparkasse, Im Alten Dorfe 41, Hamburg-Volksdorf.
- Helga Elstner (1993), Rathaus Hamburg.
- Familie (2001), Norddorf auf Amrum.
- Störtebeker-Relief (2012), Haus Störtebeker, Norddorf auf Amrum.[4]

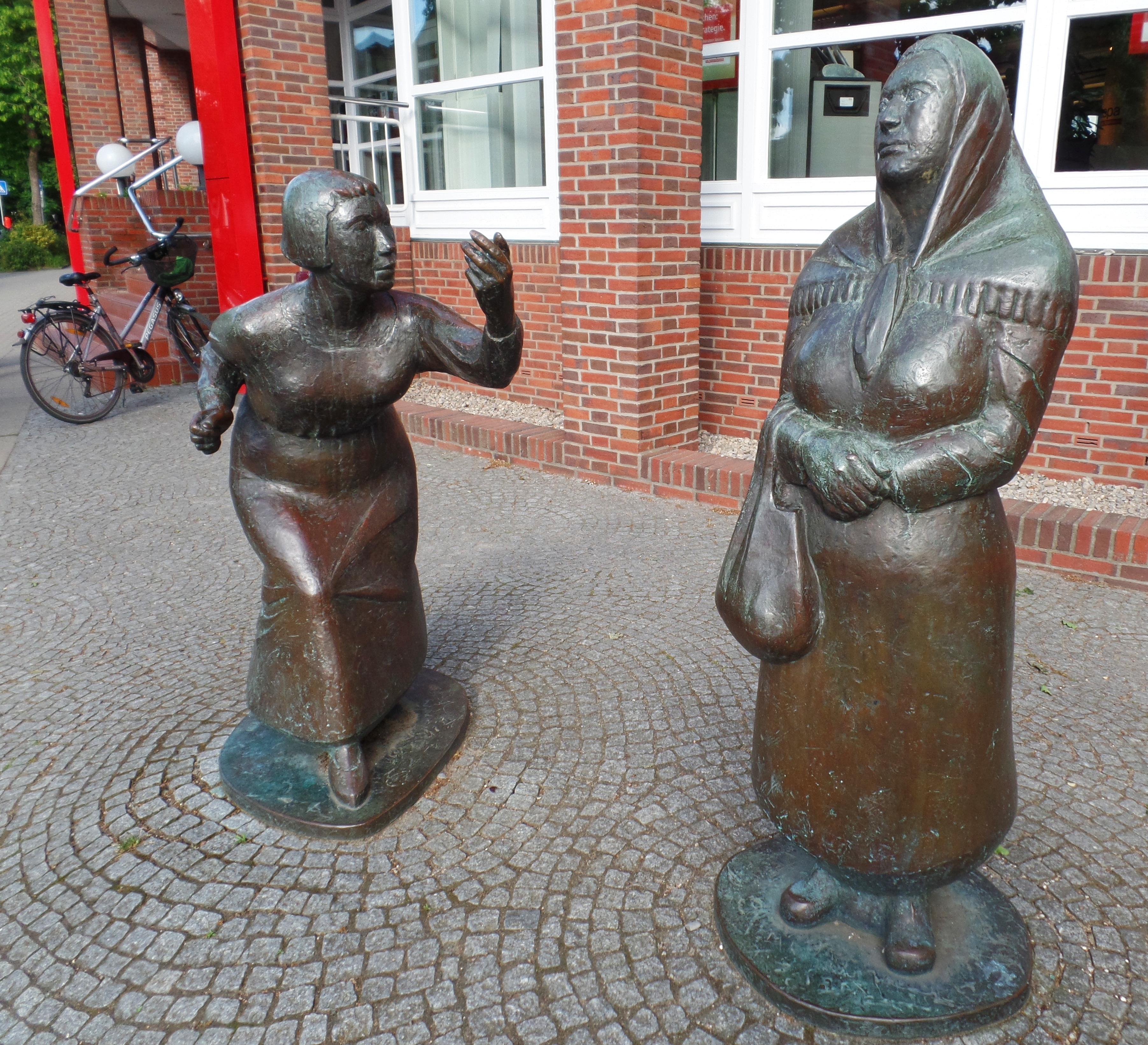
Nu vertell mi dat doch
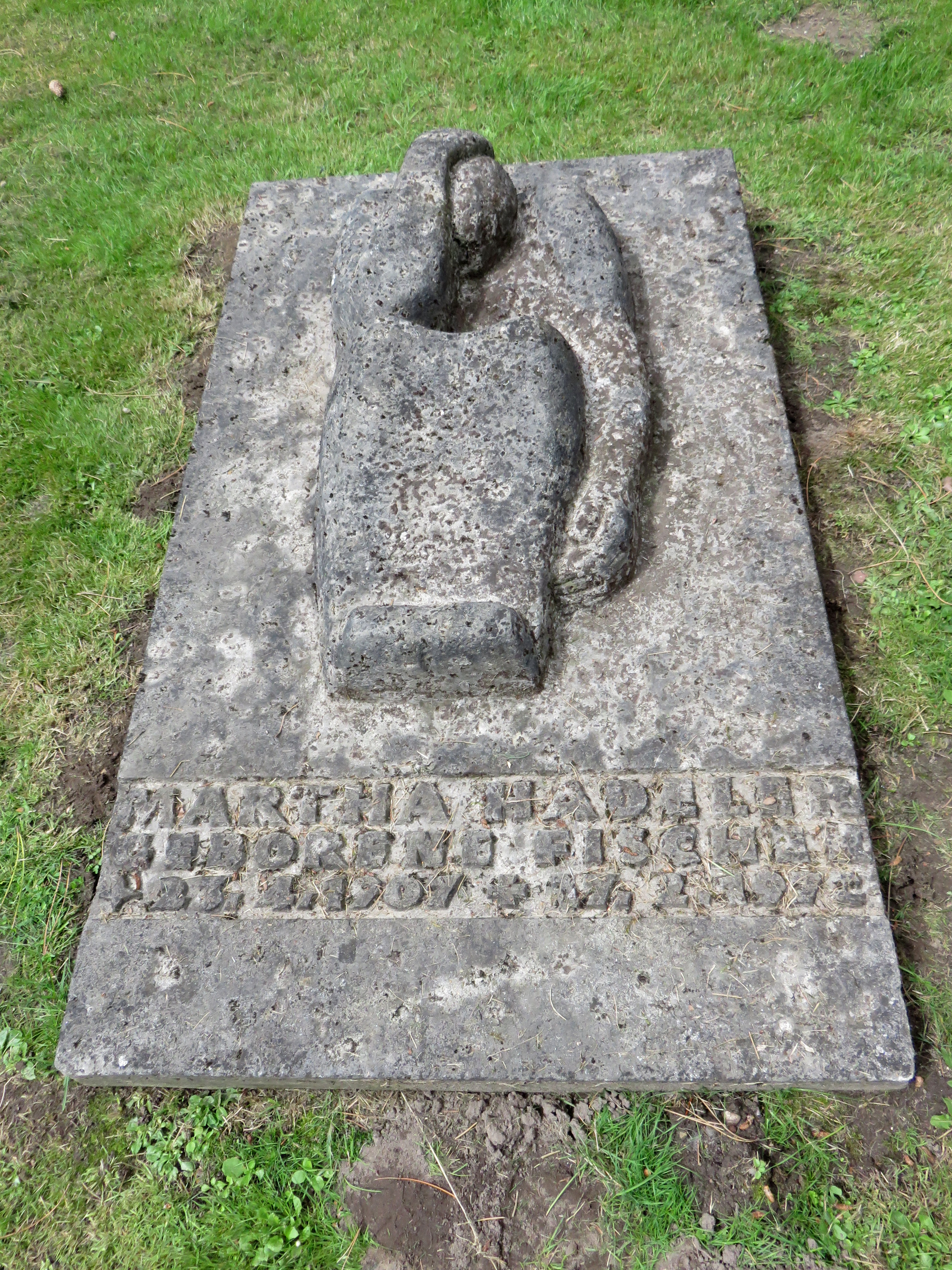
Grabstein für Martha Hadeler
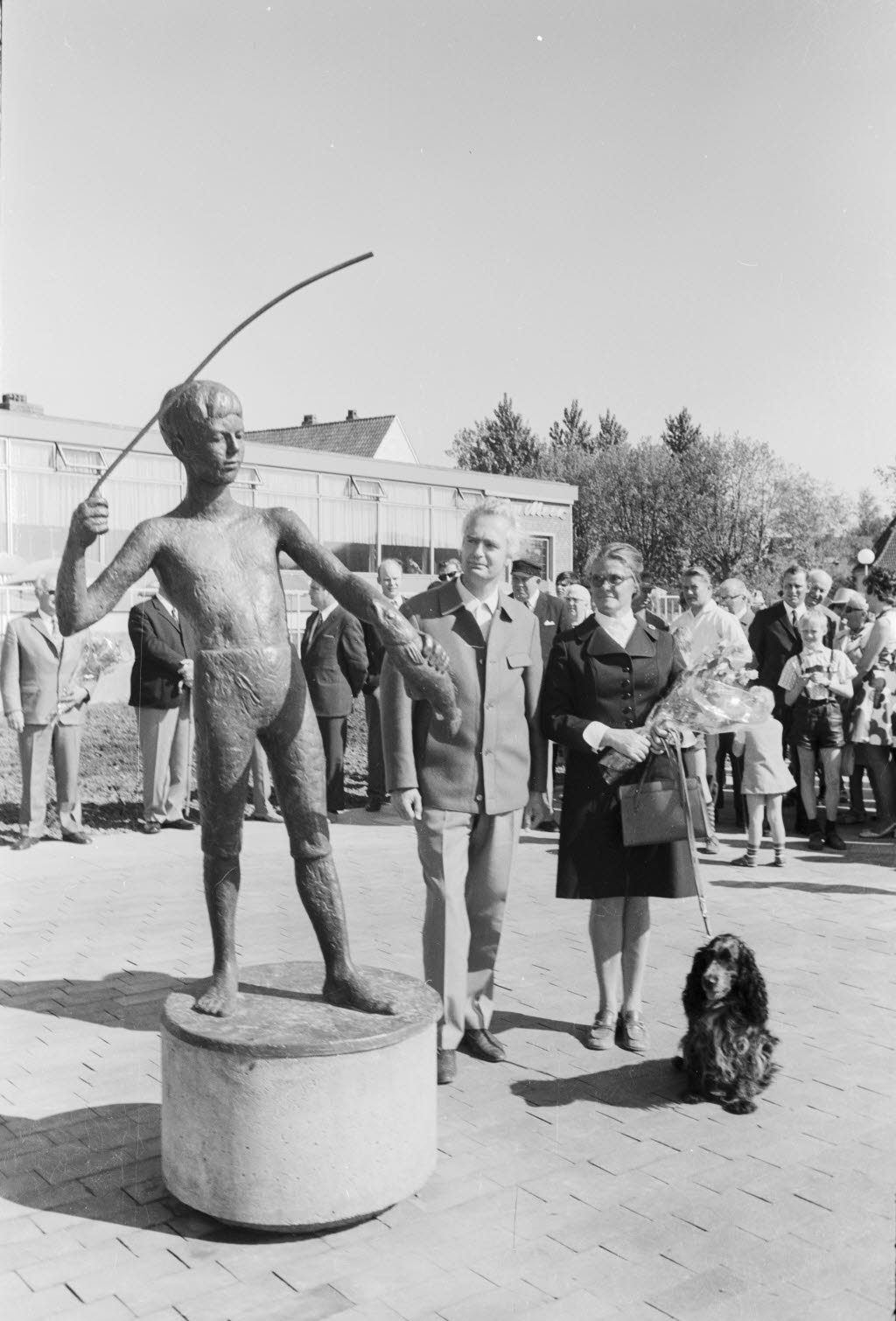
Angler in Heikendorf
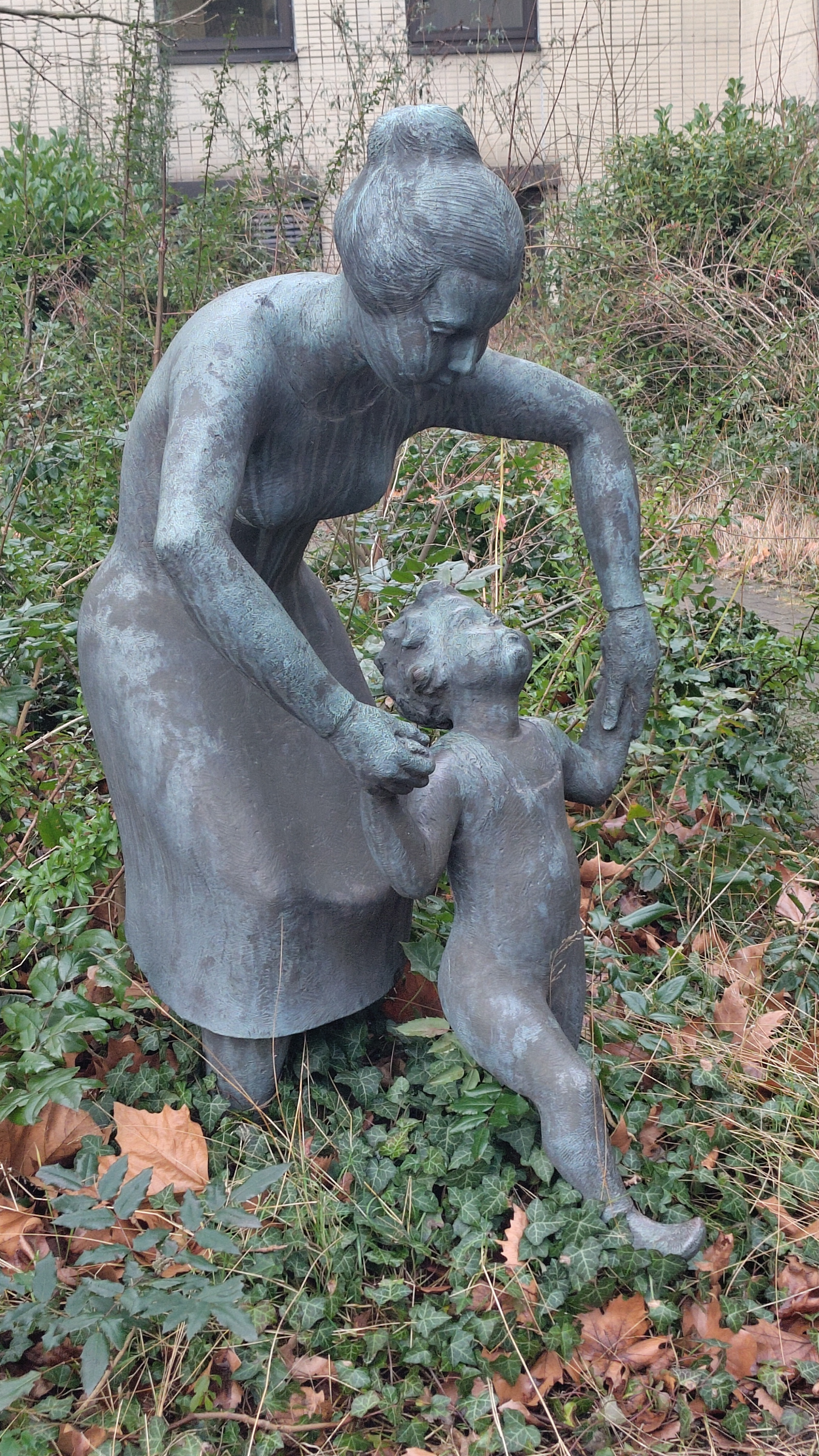
Der erste Schritt in Kiel
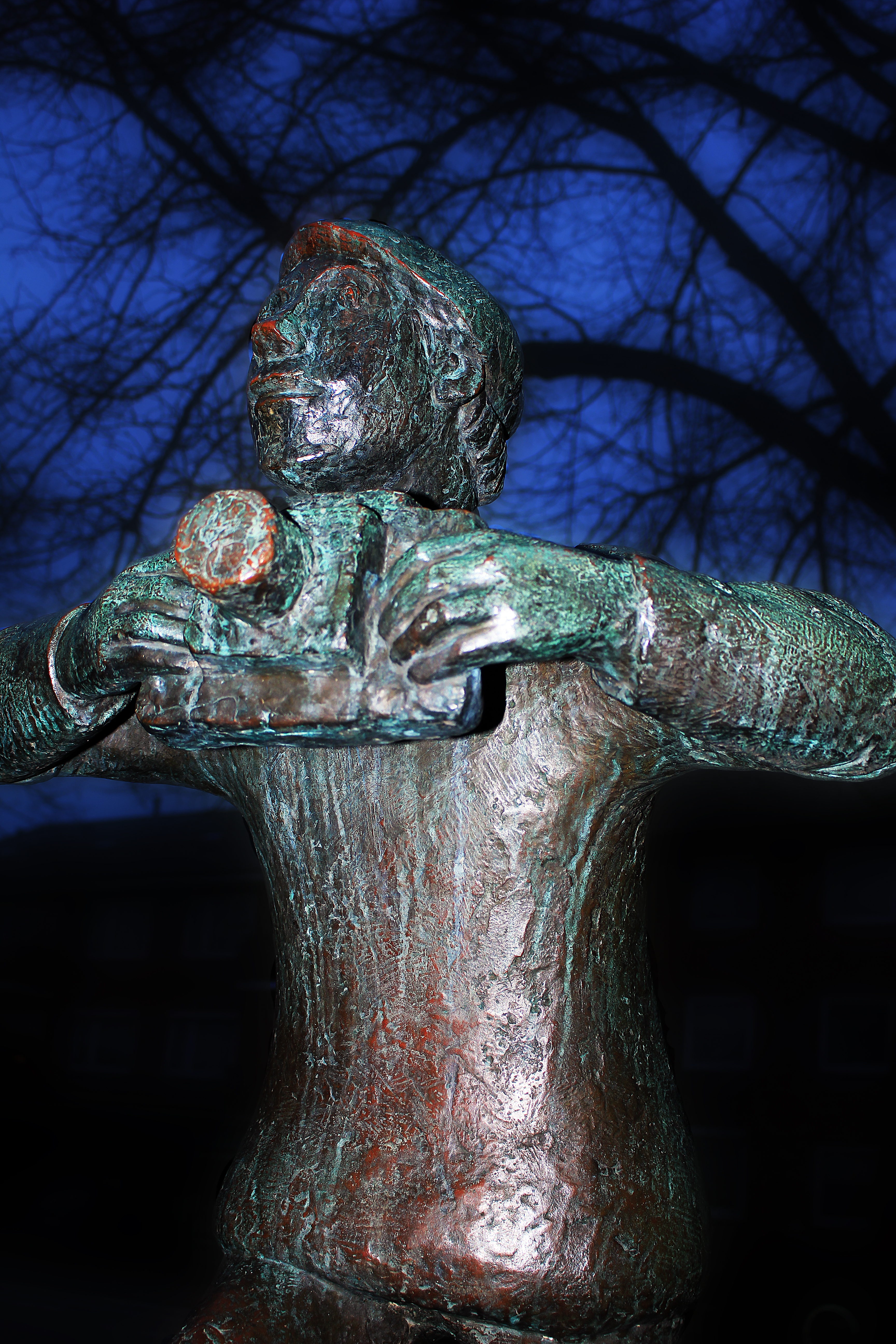
Der Fotograf
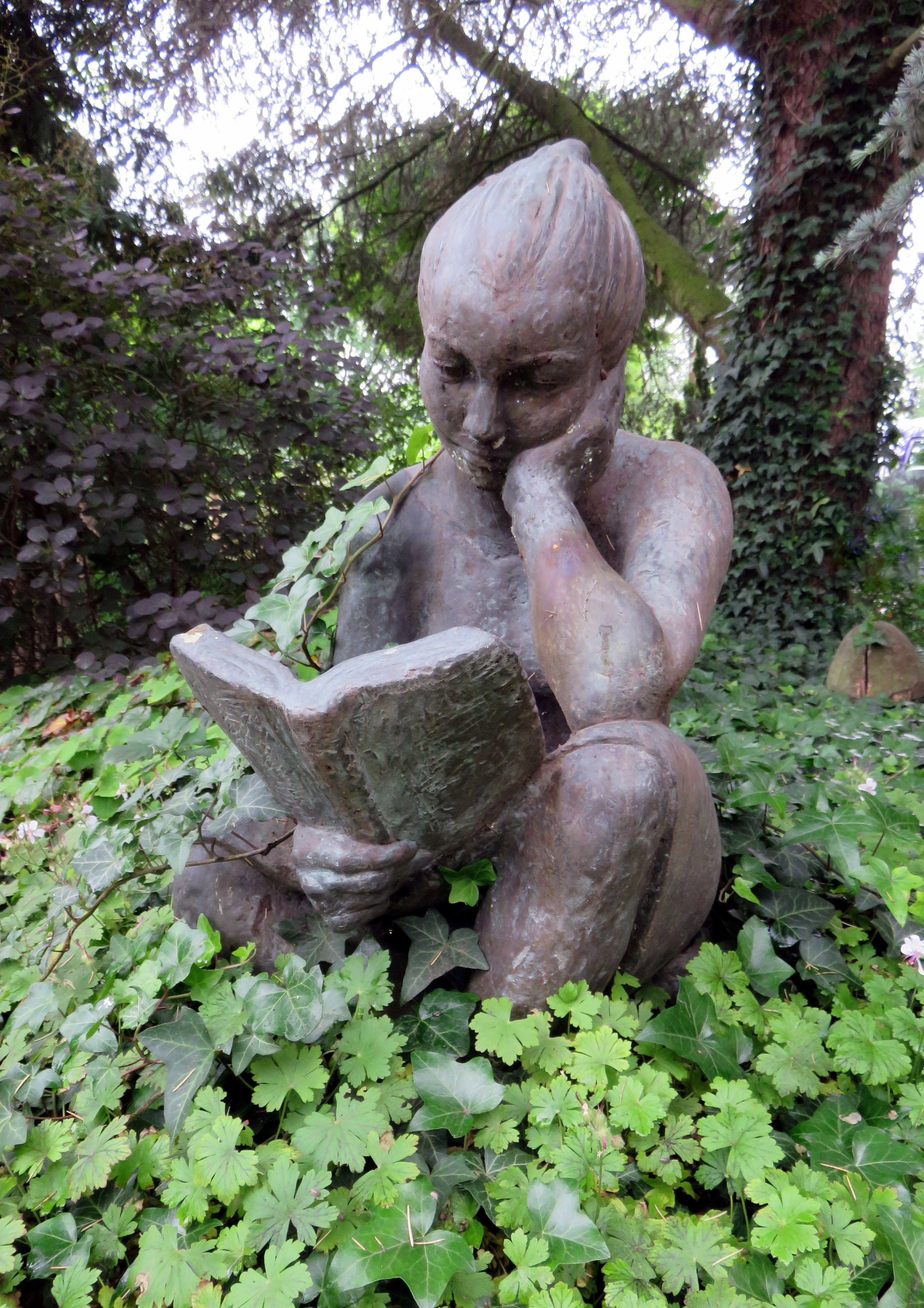
Lesende in Hamburg-Poppenbüttel
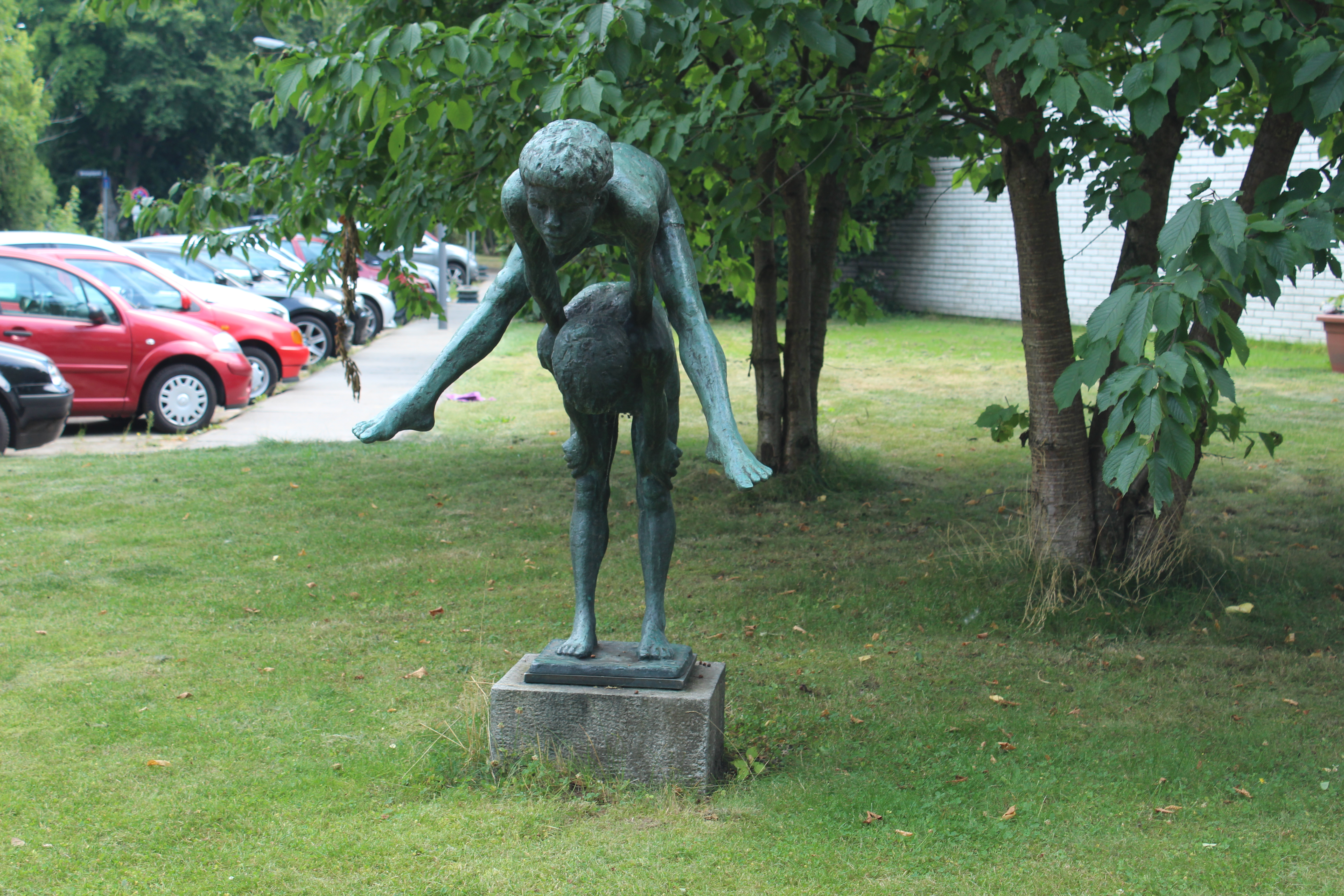
Bocksprung
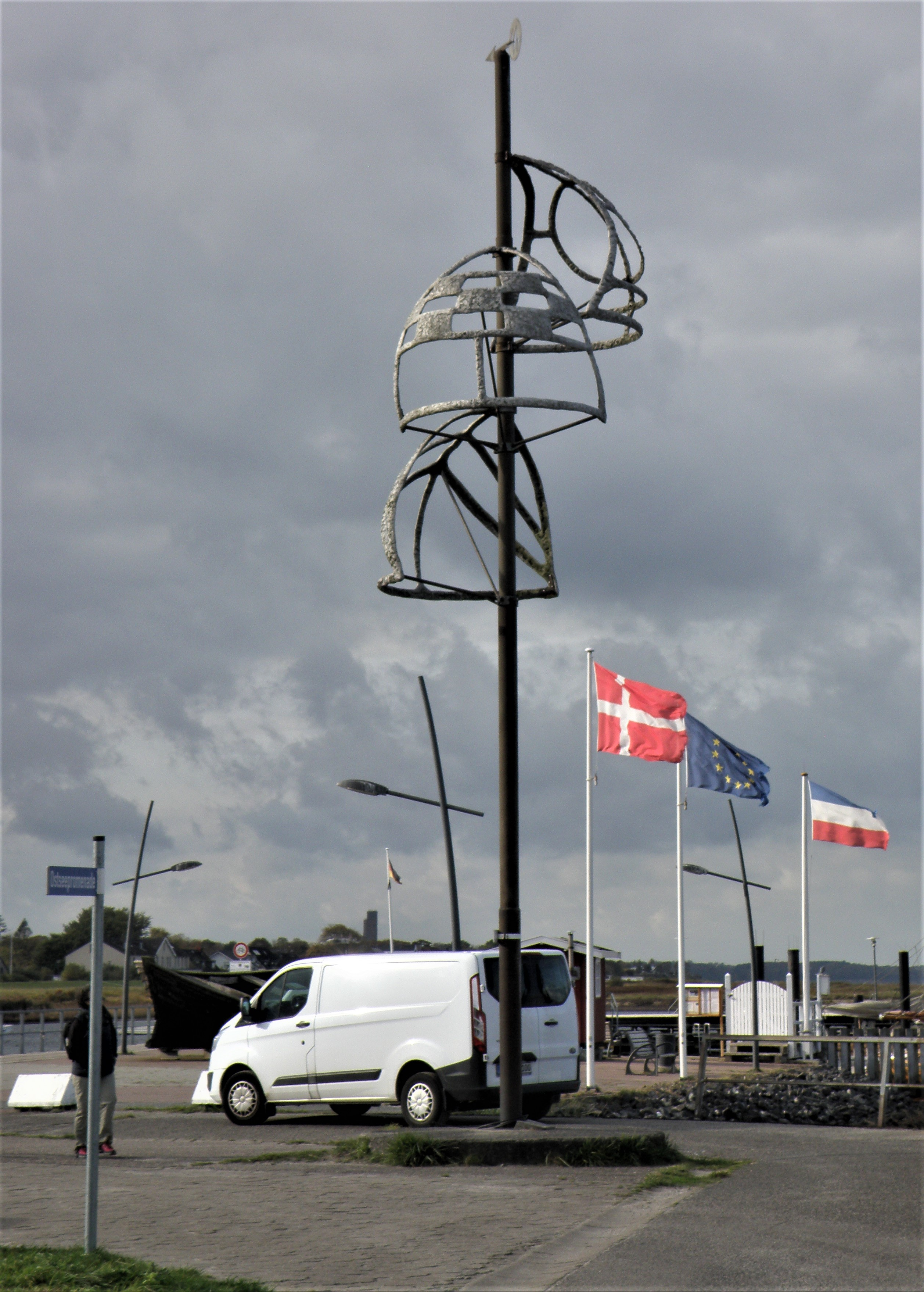
Skulptur im Hafenbereich der Marina Wendtorf
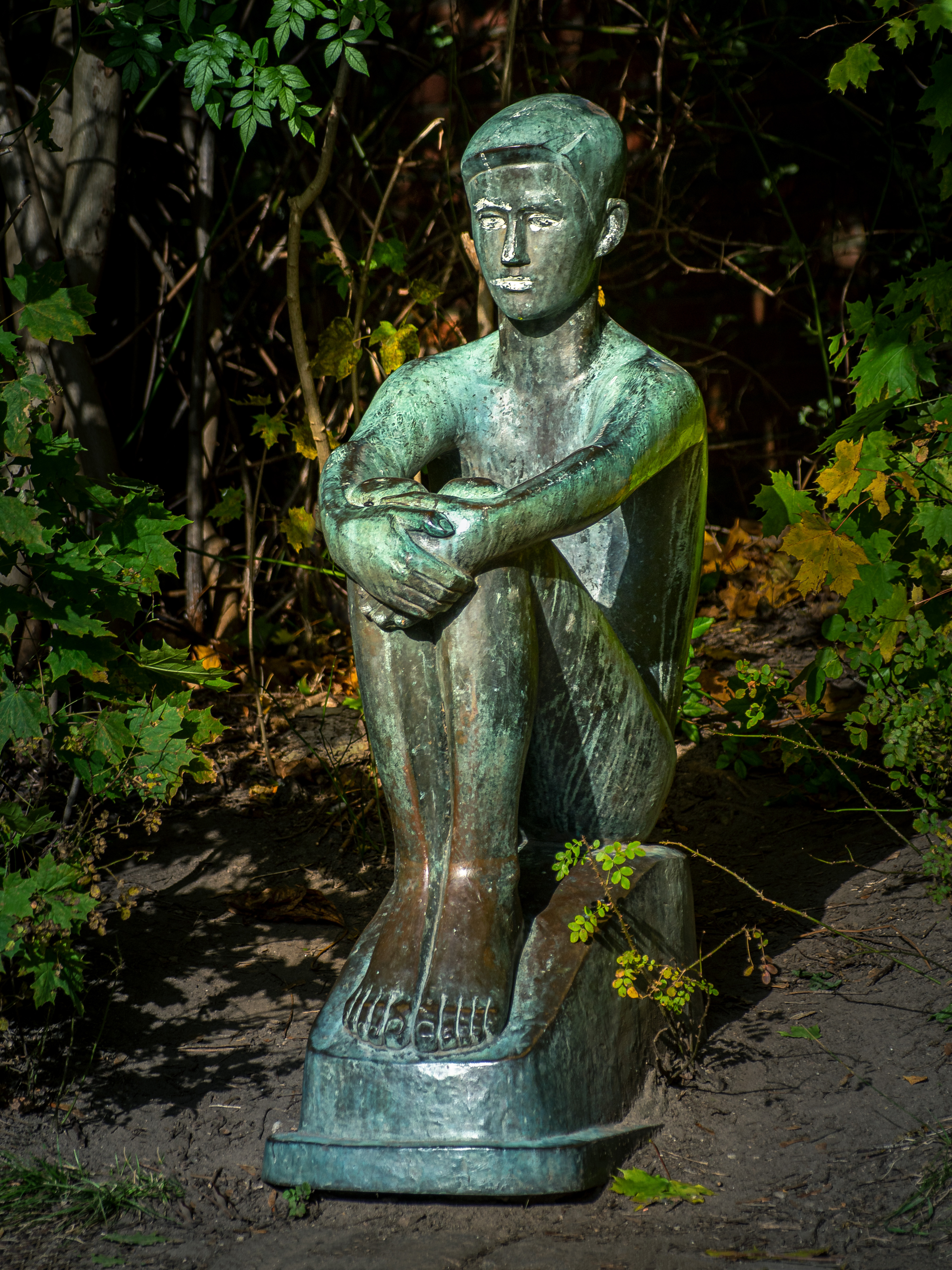
Hockender Knabe in Elmschenhagen (Kiel)
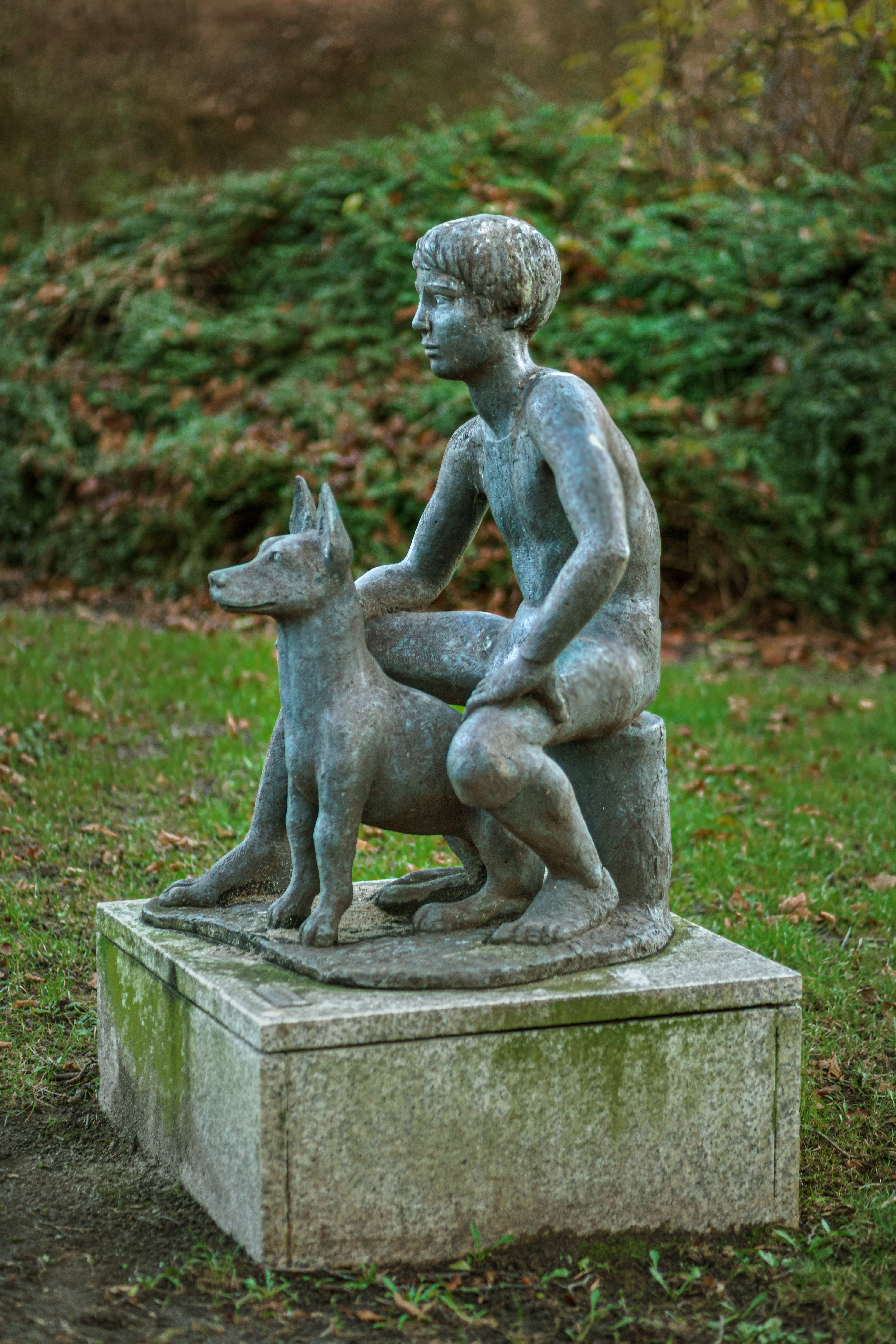
Junge mit Hund in Elmschenhagen (Kiel)
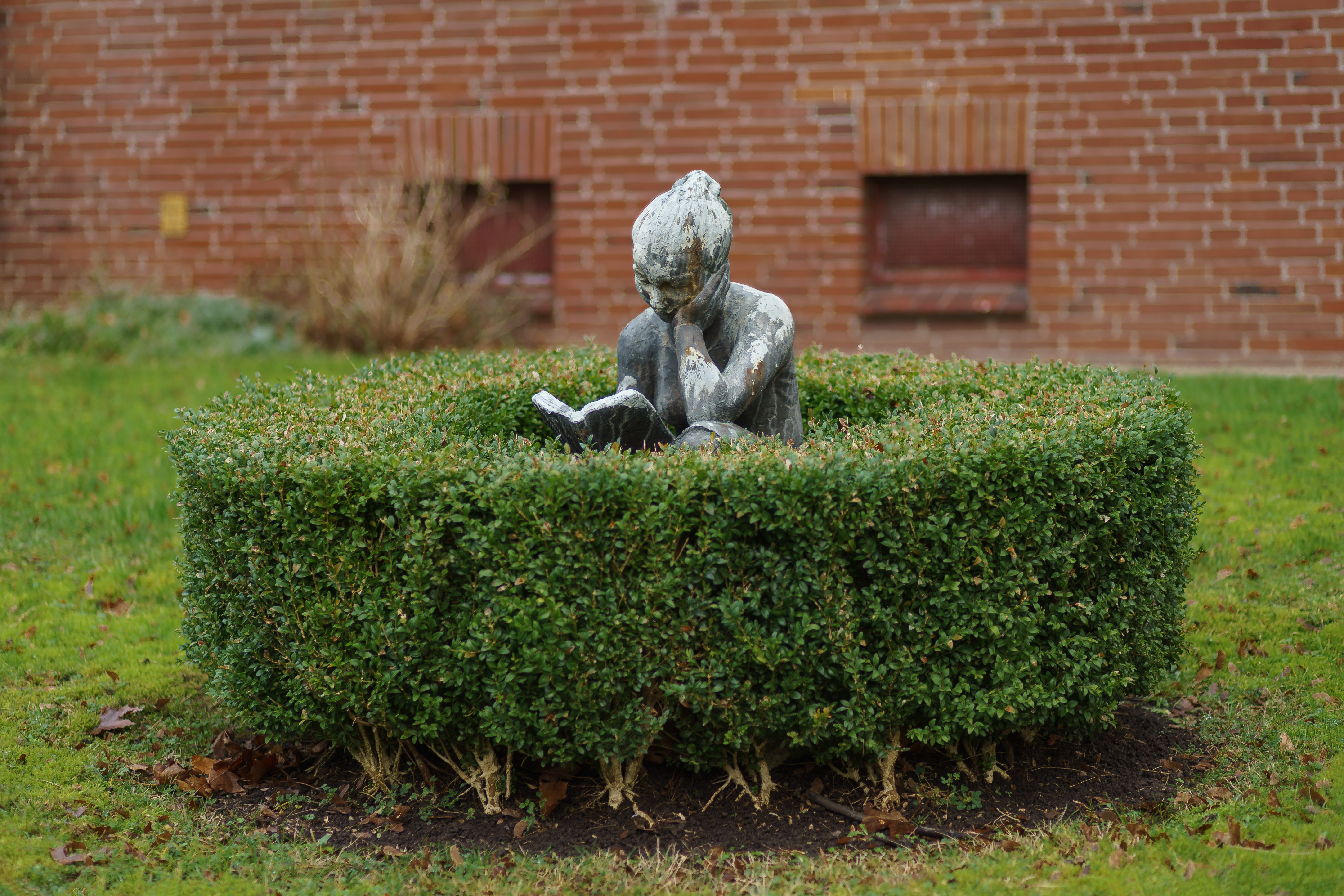
Lesende in Elmschenhagen (Kiel)

## Museen
- Altonaer Museum, Hamburg
- Künstlermuseum Heikendorf